# La Mort de Mozart
La Mort de Mozart è un cortometraggio muto del 1909 diretto da Étienne Arnaud e Louis Feuillade.

## Produzione
Il film fu prodotto dalla Société des Etablissements L. Gaumont

## Distribuzione
Distribuito dalla Société des Etablissements L. Gaumont, uscì nelle sale cinematografiche francesi nel luglio 1909. È conosciuto anche con il titolo internazionale in inglese The Death of Mozart.